# Elisabeth van Kleef
Elisabeth van Kleef (ca. 1378 – Keulen, ca. 1439) was van 1401 tot 1413 hertogin van Beieren-Ingolstadt. Ze behoorde tot het huis van der Mark.

## Levensloop
Elisabeth was de dochter van graaf Adolf I van Kleef en Margaretha van Gulik, dochter van graaf Gerard van Berg.
In 1393 huwde ze met graaf Reinhold II van Heinsberg-Valkenburg, die in 1396 overleed. Het huwelijk bleef kinderloos. Op 17 januari 1401 werd Elisabeth de tweede echtgenote haar neef, hertog Stefanus III van Beieren-Ingolstadt, die veertig jaar ouder dan haar was. De huwelijksplechtigheid was een onderdeel van de kroning van keurvorst Ruprecht III van de Palts als Rooms-Duits koning. Ook dit huwelijk zou kinderloos blijven.
Elisabeth had een slechte band met haar stiefzoon Lodewijk VII, die in september 1413 zijn vader opvolgde als hertog van Beieren-Ingolstadt. Lodewijk weigerde haar het voorziene weduwengoed ter waarde van jaarlijks 6000 gulden toe te wijzen, waardoor Elisabeth in financiële problemen kwam en kledij en juwelen moest verkopen. Pas na het Concilie van Konstanz kon ze in 1415 of 1416 haar stiefzoon overtuigen om een deel van haar schulden over te nemen. Ook daarna ontving ze echter geen regelmatige betalingen. 
Uiteindelijk verzoenden Elisabeth en Lodewijk zich in 1430 en kreeg ze een eenmalige betaling van 12.000 gulden toegewezen. Daarna leefde ze teruggetrokken in Keulen, waar Elisabeth rond 1439 overleed. Ze werd bijgezet in de Keulse Sint-Mauritiuskerk.